# Кубок Беларуси по футболу 1996/1997
Кубок Беларуси по футболу 1996/1997 годов — 6-й розыгрыш ежегодного клубного турнира, второго по значимости в стране. Финал Кубка состоялся 25 мая 1997 года на стадионе «Динамо» в Минске. Обладателем трофея впервые стала бобруйская «Белшина», обыгравшая минское «Динамо-93» со счётом 2:0.

## 1/16 финала
Матчи состоялись 20, 23 и 24 июля 1996 года.
| Хозяева                   | Счёт          | Гости                     |
| ------------------------- | ------------- | ------------------------- |
| Строитель (Старые Дороги) | 0:4           | Динамо (Минск)            |
| Кристалл (Смолевичи)      | 0:3           | Динамо-93 (Минск)         |
| Коммунальник (Слоним)     | 1:3           | Днепр (Могилев)           |
| Локомотив (Витебск)       | 2:4           | Локомотив-96 (Витебск)    |
| ФК Кобрин                 | 4:2           | Обувщик (Лида)            |
| ФК Гомель                 | 1:2           | Торпедо (Минск)           |
| Строитель (Берёза)        | 0:5           | ФК Молодечно              |
| Трансмаш (Могилев)        | 0:1           | Торпедо (Могилёв)         |
| Торпедо (Жодино)          | 1:2           | Ведрич (Речица)           |
| Химик (Светлогорск)       | 0:2           | МПКЦ (Мозырь)             |
| Верас (Высокая Липа)      | 0:1           | Неман (Гродно)            |
| БАТЭ (Борисов)            | 0:2           | Динамо (Брест)            |
| Динамо-Юни (Минск)        | 1:1(4:2 пен.) | Нафтан-Девон (Новополоцк) |
| Кардан Флайерс (Гродно)   | 1:1(3:2 пен.) | Шахтёр (Солигорск)        |
| Максим-Легмаш (Орша)      | 1:1(8:9 пен.) | Белшина (Бобруйск)        |
| Коммунальник (Пинск)      | 0:2(д.в.)     | Атака-Аура (Минск)        |

## 1/8 финала
Матчи состоялись 1-4 августа 1996 года.
| Хозяева                | Счёт      | Гости                   |
| ---------------------- | --------- | ----------------------- |
| ФК Молодечно           | 0:2(д.в.) | Динамо (Минск)          |
| МПКЦ (Мозырь)          | 1:2(д.в.) | Динамо-93 (Минск)       |
| Атака-Аура (Минск)     | 3:2(д.в.) | Неман (Гродно)          |
| Динамо (Брест)         | 2:0       | Динамо-Юни (Минск)      |
| Ведрич (Речица)        | 2:3       | ФК Кобрин               |
| Белшина (Бобруйск)     | 3:2(д.в.) | Торпедо (Минск)         |
| Днепр (Могилев)        | 3:1       | Кардан Флайерс (Гродно) |
| Локомотив-96 (Витебск) | 3:1       | Торпедо (Могилёв)       |

## 1/4 финала
Матчи состоялись 7 и 8 мая 1997 года.
| Хозяева            | Счёт | Гости                  |
| ------------------ | ---- | ---------------------- |
| Динамо-93 (Минск)  | 3:0  | Локомотив-96 (Витебск) |
| ФК Кобрин          | -:+  | Днепр (Могилев)        |
| Атака-Аура (Минск) | 1:2  | Белшина (Бобруйск)     |
| Динамо (Минск)     | 1:0  | Динамо (Брест)         |

## 1/2 финала
Матчи состоялись 16 мая 1997 года.
| Хозяева            | Счёт      | Гости             |
| ------------------ | --------- | ----------------- |
| Белшина (Бобруйск) | 2:0(д.в.) | Днепр (Могилев)   |
| Динамо (Минск)     | 2:4(д.в.) | Динамо-93 (Минск) |

## Финал
| 25 мая 1997 | \| Белшина (Бобруйск) \| 2:0 \| Динамо-93 (Минск) \| \| Смирных 90′ · Балашов 86′ \| Голы \| \| | Динамо, Минск Зрителей: 7000 Судья: Сергей Шмолик (Брест) |
| Белшина: Жемчугов, Разумович, Тимофеев, Шустиков, Хрипач, И. Градобоев, Э. Градобоев, Смирных, Балашов, Хлебосолов, Путраш (Борисик, 65). Динамо-93: Афанасенко, Рогожкин, Авгуль, Климович, Тарловский, Савостиков (Лукашенко, 59), Беспанский, Майоров, Синковец (Скрипченко, 59), Акулич, Лесун. ПРЕДУПРЕЖДЕНИЯ: Шустиков (40), Э. Градобоев (80) - Синковец (38), Майоров (47), Климович (55). |                                                                                                 |                                                           |
| Белшина (Бобруйск) | 2:0                                                                                             | Динамо-93 (Минск)                                         |
| Смирных 90′ · Балашов 86′ | Голы                                                                                            |                                                           |

| Обладатель Кубка Беларуси 1996/97 |
| --------------------------------- |
| Белшина (Бобруйск) Первый кубок   |